# Louie Anderson
Louie Anderson, właśc. Louis Perry Anderson (ur. 24 marca 1953 w Saint Paul, zm. 21 stycznia 2022 w Las Vegas) – amerykański komik, stand-uper, aktor i gospodarz teleturnieju. Dwukrotny laureat nagrody Emmy jako wybitny wykonawca w serialu animowanym Świat według Ludwiczka (1995–1998), którego był współtwórcą.

## Życiorys
Urodził się w Saint Paul, w stanie Minnesota jako drugie najmłodsze z jedenaściorga dzieci Ory Zelli (z domu Prouty; 1912–1990) i Louisa Williama Andersona (1901–1980), trębacza i weterana II wojny światowej. Miał pochodzenie angielskie, walijskie i holenderskie ze strony matki, a ze strony ojca miał korzenie szwedzkie i norweskie. Uczęszczał do Johnson Senior High w Saint Paul.
Karierę rozpoczął pod koniec 1978 w małym klubie komediowym w Minneapolis w odpowiedzi na wyzwanie współpracownika z domu dziecka, w którym pracował z trudną młodzieżą. Po wygraniu konkursu Saint Louis Comedy Competition w 1981 Anderson pisał tekst gagów dla Henny’ego Youngmana, a następnie przeniósł się do Los Angeles, aby spróbować rozpocząć własną karierę. Chociaż podpisał kontrakt z jedną z głównych sieci telewizyjnych, nie odniósł sukcesu i powrócił do Minneapolis, gdzie przyjaciele pomogli mu sfinansować program komediowy. Wkrótce Showtime wyemitował jego program, który przez miesiąc stał się hitem i najwyżej ocenianym programem w sieci, co zapewniło mu upragnione miejsce w Comic Relief.
20 listopada 1984 zadebiutował na ekranie jako komik w talk-show The Tonight Show, prowadzonym przez Johnny’ego Carsona. W sensacyjno–przygodowym dramacie kryminalnym Richarda Franklina Płaszcz i szpada (Cloak and Dagger, 1984) z Henrym Thomasem zagrał postać taksówkarza. W 1985 Anderson został obsadzony jako Lou Appleton u boku Bronsona Pinchota w pilotażowym odcinku sitcomu ABC Larry i Balki (Perfect Strangers), który był znany na tym wczesnym etapie jako The Greenhorn. Kiedy program został odebrany, Andersona zastąpił Mark Linn-Baker. Występował gościnnie w serialu NBC Remington Steele (1986) jako Bingham „Bing” Perret i sitcomie ABC Grace w opałach (1994) jako dr Andy Lewinson. Anderson stworzył jeszcze kilka programów specjalnych telewizji kablowej. Początkowo jego humor koncentrował się na otyłości, ale z czasem zaczął bardziej skupiać się na swoim dzieciństwie i doświadczeniach, jakie miał dorastając z ojcem alkoholikiem i licznym rodzeństwem. Chociaż często żartował na ten temat publicznie, prześladowały go bolesne wydarzenia z młodości, a po śmierci ojca rozpoczął swego rodzaju dzień polegający na przechowywaniu listów do ojca. Jeden z nich został opublikowany w magazynie „People”. Ogromna reakcja czytelników doprowadziła do napisania przez niego bestsellera Drogi tato – listu od dorosłego dziecka. W 1993 napisał drugie, bardziej optymistyczne ujęcie, które odzwierciedlało poprawę w jego życiu osobistym, Goodbye Jumbo, Hello Cruel World.
Wspólnie z Mattem O’Callghanem stworzył animowany serial Fox Świat według Ludwiczka (Life With Louie, 1995–1998), który zebrał pochwały krytyków i zdobył dwa razy nagrodę Emmy w 1997 i 1998 za podkładania głosu pod animowaną postać Ludwiczka (i jego ojca Andy’ego). Dla Andersona był to jego drugi występ jako aktora głosowego; jego pierwszym był film animowany Bébé’s Kids (1992). W latach 1999–2002 prowadził teleturniej Family Feud, na którym wzorowana była polska Familiada. Za rolę Christine Basketsa w serialu komediowym Baskets (2016–2019) otrzymał nagrodę Emmy w 2016 i był nominowany do Nagrody Satelity.
Zmarł 21 stycznia 2022 w Las Vegas na raka w wieku 68 lat.